# 392
Het jaar 392 is het 92e jaar in de 4e eeuw volgens de christelijke jaartelling.

## Gebeurtenissen

### Klein-Azië
- Keizer Theodosius I verklaart zichzelf alleenheerser over het Romeinse Rijk. Hij onderdrukt de "ketterse christenen" (arianisme) in het rijk en verbiedt in een edict de heidense eredienst.

### Europa
- 15 mei - Keizer Valentinianus II wordt in Vienne in zijn residentie dood aangetroffen. Hij heeft zichzelf opgehangen, maar bronnen vermelden dat hij is vermoord.
- 22 augustus - Arbogast benoemt Flavius Eugenius tot keizer (augustus) van het West-Romeinse Rijk. Hij stuurt een delegatie naar Milaan, maar wordt door Theodosius I niet erkend. Hij laat Romeinse tempels herstellen en sluit een alliantie met de Alamannen.

### Egypte
- In Alexandrië wordt de Tempel van Serapis geplunderd en de oude Koninklijke Bibliotheek door christelijke monniken verwoest. Hierbij gaan ca. 600.000 boekrollen door brand verloren.

## Geboren
- Marcianus, keizer van het Oost-Romeinse Rijk (overleden 457)

## Overleden
- 15 mei - Valentinianus II (21), keizer van het West-Romeinse Rijk